# Danh sách trận động đất năm 2023
Dưới đây là Danh sách trận động đất năm 2023. Thời điểm động đất xảy ra theo thời gian sẽ được ghi bằng Giờ Phối hợp Quốc tế (UTC). Danh sách chỉ liệt kê trận động đất có cường độ 6.0 richter trở lên (trừ khi có thiệt hại đáng kể).

## So sánh với các năm khác
| Mw      | 2013   | 2014   | 2015   | 2016   | 2017   | 2018   | 2019   | 2020   | 2021   | 2022   | 2023   |
| ------- | ------ | ------ | ------ | ------ | ------ | ------ | ------ | ------ | ------ | ------ | ------ |
| 8.0–9.9 | 2      | 1      | 1      | 0      | 1      | 1      | 1      | 0      | 3      | 0      | 0      |
| 7.0–7.9 | 17     | 11     | 18     | 16     | 6      | 16     | 9      | 9      | 16     | 11     | 19     |
| 6.0–6.9 | 123    | 143    | 127    | 131    | 104    | 118    | 135    | 111    | 141    | 117    | 125    |
| 5.0–5.9 | 1.460  | 1.580  | 1.413  | 1.550  | 1.447  | 1.671  | 1.484  | 1.315  | 2.046  | 1.603  | 1.373  |
| 4.0–4.9 | 11.877 | 15.817 | 13.777 | 13.700 | 10.544 | 12.782 | 11.897 | 12.135 | 14.643 | 13.707 | 12.172 |
| Tổng    | 13.480 | 17.552 | 15.336 | 15.397 | 12,102 | 14.589 | 13.530 | 13.572 | 16,849 | 15.438 | 13.689 |

## Theo số tử vong
| Hạng | Tử vong | Mw  | Địa điểm                             | MMI  | Chấn tâm (km) | Ngày        | Sự kiện                                    |
| ---- | ------- | --- | ------------------------------------ | ---- | ------------- | ----------- | ------------------------------------------ |
| 1    | 59.259  | 7.8 | Kahramanmaraş, Thổ Nhĩ Kỳ            | XII  | 10            | 6 tháng 2   | Động đất Thổ Nhĩ Kỳ–Syria 2023             |
| 1    | 59.259  | 7.5 | Kahramanmaraş, Thổ Nhĩ Kỳ            | X    | 7,4           | 6 tháng 2   | Động đất Thổ Nhĩ Kỳ–Syria 2023             |
| 2    | 2.960   | 6.8 | Al Haouz Maroc                       | IX   | 18,5          | 8 tháng 9   | Động đất Maroc 2023                        |
| 3    | 1.482   | 6.3 | Herat, Afghanistan                   | VIII | 14            | 7 tháng 10  | Động đất Herat 2023                        |
| 4    | 153     | 5.7 | Karnali, Nepal                       | VIII | 16,5          | 3 tháng 11  | Động đất Nepal 2023                        |
| 5    | 148     | 5.9 | Cam Túc, Trung Quốc                  | VIII | 10            | 18 tháng 12 | Động đất Tích Thạch Sơn 2023               |
| 6    | 21      | 6.5 | Badakhshan, Afghanistan              | V    | 187,6         | 21 tháng 3  | Động đất Badakhshan 2023                   |
| 7    | 18      | 6.8 | Guayas, Ecuador                      | VII  | 65,8          | 18 tháng 3  | Động đất Guayas 2023                       |
| 8    | 11      | 6.7 | Ngoài khơi Soccsksargen, Philippines | VIII | 78            | 17 tháng 11 | Động đất Mindanao 2023                     |
| 9    | 11      | 6.3 | Hatay, Thổ Nhĩ Kỳ                    | IX   | 16            | 20 tháng 2  | Dư chấn của Động đất Thổ Nhĩ Kỳ–Syria 2023 |

## Theo độ lớn
| Hạng | Mw  | Thương vong | Địa điểm                                   | MMI  | Chấn tâm (km) | Ngày       | Sự kiện                        |
| ---- | --- | ----------- | ------------------------------------------ | ---- | ------------- | ---------- | ------------------------------ |
| 1    | 7.8 | 59.259      | Kahramanmaraş, Thổ Nhĩ Kỳ                  | XII  | 10            | 6 tháng 2  | Động đất Thổ Nhĩ Kỳ–Syria 2023 |
| 2    | 7.7 | 0           | Ngoài khơi quần đảo Loyalty, New Caledonia | IV   | 18            | 19 tháng 5 | -                              |
| 3    | 7.6 | 2           | Ngoài khơi Caraga, Philippines             | VIII | 32,8          | 2 tháng 2  | Động đất Caraga 2023           |
| 3    | 7.6 | 0           | Ngoài khơi Maluku, Indonesia               | VI   | 105,2         | 9 tháng 1  | Động đất Maluku 2023           |
| 3    | 7.6 | 0           | Ngoài khơi Niuatoputapu, Tonga             | VI   | 210,1         | 10 tháng 5 | -                              |
| 6    | 7.5 | -           | Kahramanmaraş, Thổ Nhĩ Kỳ                  | X    | 10            | 6 tháng 2  | Động đất Thổ Nhĩ Kỳ–Syria 2023 |
| 7    | 7.2 | 0           | Ngoài khơi Tongatapu, Tonga                | VI   | 167,4         | 15 tháng 6 | -                              |
| 7    | 7.2 | 0           | Ngoài khơi Alaska, Hoa Kỳ                  | VI   | 32,6          | 16 tháng 7 | -                              |
| 9    | 7.1 | 0           | Ngoài khơi Bắc Sumatra, Indonesia,         | VIII | 34            | 24 tháng 4 | -                              |
| 9    | 7.1 | 0           | Ngoài khơi quần đảo Kermadec, New Zealand  | VII  | 29            | 24 tháng 4 | -                              |
| 9    | 7.1 | 0           | Ngoài khơi quần đảo Loyalty, New Caledonia | IV   | 36            | 20 tháng 5 |                                |
| 9    | 7.1 | 0           | Ngoài khơi Đông Java, Indonesia            | IV   | 513,5         | 28 tháng 8 |                                |
| 9    | 7.1 | 0           | Ngoài khơi biển Banda, Indonesia           | VI   | 10            | 8 tháng 11 |                                |
| 14   | 7.0 | 0           | Ngoài khơi Sanma, Vanuatu                  | VII  | 29            | 8 tháng 1  |                                |
| 14   | 7.0 | 8           | Đông Sepik, Papua New Guinea               | VII  | 70            | 2 tháng 4  | Động đất Papua New Guinea 2023 |
| 14   | 7.0 | 0           | Ngoài khơi Bắc Maluku, Indonesia           | V    | 28,6          | 18 tháng 1 | -                              |
| 14   | 7.0 | 1           | Ngoài khơi Đông Java, Indonesia            | V    | 597.0         | 14 tháng 4 |                                |
| 14   | 7.0 | 0           | Ngoài khơi quần đảo Kermadec, New Zealand  | IV   | 10            | 16 tháng 3 |                                |

## Thời gian

### Tháng 1
- 1 tháng 1:
  - Ngoài khơi tỉnh Papua,  Indonesia; cách Jayapura khoảng 9 km (5.6 mi) về phía Đông Đông Nam, cường độ 5.5 Mw , tâm chấn độ sâu khoảng 30,8 km, MMI V (Khá mạnh). Không có báo cáo thiệt hại về người. Bức tường bệnh viện và khách sạn bị sập một phần.[1][2]
  - California,  Hoa Kỳ; cách Rio Dell 15 km về phía Đông Nam, cường độ 5.4 Mw , tâm chấn độ sâu khoảng 30,6 km, MMI VII (Rất mạnh). Không có báo cáo thiệt hại về người. Đây là dư chấn của trận Động đất Ferndale 2022.[3][4][5]
- 3 tháng 1: Waikato,  New Zealand; cách Matamata 20 km về phía Tây Bắc, cường độ 5.0 Mw , tâm chấn độ sâu khoảng 10 km, MMI V (Khá mạnh). Không có báo cáo thiệt hại về người[6][7][8]
- 4 tháng 1: Ngoài khơi Trung Hy Lạp,  Hy Lạp; cách Mantoudi 18 km về phía Nam, cường độ 4.4 Mw , tâm chấn độ sâu khoảng 9,9 km, MMI V (Khá mạnh).[9] Không có báo cáo thiệt hại về người. Một ngôi nhà bị sập, vài ngôi nhà khác bị thiệt hại nhẹ tại Kontodespoti.[10]
- 5 tháng 1: Badakhshan,  Afghanistan, cách Jurm 45 km về phía Nam, cường độ 6.0 Mw , tâm chấn độ sâu khoảng 205,3 km, MMI IV (Tương đối).[11] Không có báo cáo thiệt hại về người.
- 8 tháng 1: Ngoài khơi Sanma,  Vanuatu; cách cảng Olry 23 km về phía Tây Tây Bắc, cường độ 7.0 Mw , tâm chấn độ sâu khoảng 29 km, MMI VII (Rất mạnh).[12] Không có báo cáo thiệt hại về người.[13][14]
- 9 tháng 1: Ngoài khơi tỉnh Maluku,  Indonesia; cách Tual 339 km về phía Tây Tây Nam, cường độ 7.6 Mw , tâm chấn độ sâu khoảng 105 km, MMI VI (Mạnh).[15] 11 người bị thương.[16] Xem thêm tại Động đất Maluku 2023.
- 10 tháng 1: Ngoài khơi tỉnh Çanakkale,  Thổ Nhĩ Kỳ, cách Behram 6 km về phía Tây Nam, cường độ 4.9 Mw , tâm chấn độ sâu khoảng 10 km, MMI III (Nhẹ).[17] 145 ngôi nhà, 4 trường học, 2 khách sạn bị hư hại tại Lesbos, Hy Lạp.[18]
- 12 tháng 1: Vùng Moravian-Silesian,  Cộng hòa Séc; cách Karviná 2 km về phía Đông Đông Bắc, cường độ địa chấn 5.0 Mw , tâm chấn độ sâu khoảng 2,8 km MMI III (Nhẹ).[19] 1 người chết, 11 người bị thương.[20]
- 15 tháng 1: 
  - Ngoài khơi phía Đông Visayas,  Philippines; cách Bunga 10 km về phía Đông Nam.[21] 15 người bị thương, 13 ngôi nhà bị sập.[22][23][24]
  - Tirana,  Albania; cường độ 4.7 Mw , tâm chấn độ sâu khoảng 17,4 km, MMI IV (Tương đối).[25] 180 ngôi nhà bị hư hại ở Tirana.[26]

### Tháng 5
- 5 tháng 5: Tỉnh Ishikawa,  Nhật Bản; cường độ 6.2 Mw , tâm chấn độ sâu khoảng 8,7 km, MMI VII (Rất mạnh) và JMA 6+. Sóng thần cao 10 cm. 1 người chết, 34 người bị thương. Xem thêm tại Động đất Ishikawa 2023.

### Tháng 12
- 18 tháng 12: Cam Túc,  Trung Quốc; cách huyện Lâm Hạ khoảng 37 km về phía Tây Tây Bắc, cường độ 6.2 Mw , tâm chấn độ sâu khoảng 10 km, MMI VIII (Có sức phá hoại). 148 người chết, 982 người bị thương, 3 người mất tích. Xem thêm tại Động đất Tích Thạch Sơn 2023.
- 20 tháng 12: Arequipa,  Peru; cách Iray 11 km về phía Đông Nam, cường độ 6.2 Mw , tâm chấn độ sâu khoảng 93,4 km, MMI V (Khá mạnh).[27]
- 22 tháng 12: Phía Nam của  Nam Phi; cường độ 6.1 Mw , tâm chấn độ sâu khoảng 10 km.[28] Không có báo cáo thiệt hại nào sau trận động đất.